# Brouwerij Dupont (Gent)
Brouwerij Dupont is een voormalige brouwerij te Gent en was actief van 1890 tot 1926. 

## Bieren[1]
- Audenaardsch
- Bavière
- Bock
- Burgersbier
- Dubbel Speciaal
- Extra Tafelbier
- Menagebier
- Munich
- Oude Uitzet
- Pilsen
- Stout
- Tripel
- Vieille Triple du Pont